# Фернандес, Рауль (баскетболист)
Рауль Фернандес Роберт (исп. Raúl Fernández Robert, 17 сентября 1905, Мехико, Мексика — 4 сентября 1982, там же) — мексиканский баскетболист. Бронзовый призёр летних Олимпийских игр 1936 года, чемпион Игр Центральной Америки 1926 года.

## Биография
Рауль Фернандес родился 17 сентября 1905 года в Мехико.
В 1926 году в составе сборной Мексики завоевал золотую медаль баскетбольного турнира Игр Центральной Америки в Мехико, после того как мексиканцы в трёхматчевой серии победили сборную Кубы.
В 1936 году вошёл в состав сборной Мексики по баскетболу на летних Олимпийских играх в Берлине и завоевал бронзовую медаль. Провёл 7 матчей, не набрал очков в матче со сборной США.
Умер 4 сентября 1982 года в Мехико.